# Majin (köpinghuvudort i Kina, Zhejiang Sheng, lat 29,30, long 118,41)
Majin (kinesiska: 马金, 马金镇) är en köpinghuvudort i Kina. Den ligger i provinsen Zhejiang, i den östra delen av landet, omkring 200 kilometer sydväst om provinshuvudstaden Hangzhou. Antalet invånare är 22 313. Befolkningen består av 11 869 kvinnor och 10 444 män. Barn under 15 år utgör 19,0 %, vuxna 15-64 år 66 %, och äldre över 65 år 13,0 %.
Runt Majin är det ganska tätbefolkat, med 104 invånare per kvadratkilometer. Närmaste större samhälle är Kaihua Chengguanzhen, 17,5 km söder om Majin. I omgivningarna runt Majin växer i huvudsak blandskog.
Genomsnittlig årsnederbörd är 2 644 millimeter. Den regnigaste månaden är juni, med i genomsnitt 491 mm nederbörd, och den torraste är oktober, med 45 mm nederbörd.